# Независимая социалистическая рабочая партия
Независимая социалистическая рабочая партия (чеш. Neodvislá socialistická strana dělnická), до 1924 года Независимая социалистическая партия (чеш. Neodvislá socialistická strana) — левосоциалистическая партия в Чехословакии, основанная в марте 1923 года анархо-коммунистами, изгнанными из Чехословацкой социалистической партии. Лидеры: Богуслав Врбенский, Луиза Ландова-Штихова, Теодор Бартошек.
Представители НСП создали совместную парламентскую фракцию «Социалистическое объединение» (Socialistické sjednocení) с Независимой радикальной социал-демократической партией В. Бродецкого, однако последняя в итоге влилась в Чехословацкую социал-демократическую рабочую партию, тогда как НСП, принявшая на съезде в июне 1924 года новое название НСРП, пошла на сближение с коммунистами.
Третий съезд Коммунистической партии Чехословакии в сентябре 1925 года одобрил объединение с НСРП, благодаря которому многие горняки из района Мост вступили в КПЧ. 
НСРП/«Социалистическое объединение» оставалась членом Социалистического рабочего интернационала до 1933 года.